# Ex Symposion
Az Ex Symposion egy irodalmi és művészeti folyóirat, amelyet a Vajdaságból áttelepült költők, írók és irodalomtudósok alapítottak 1992-ben Veszprémben a híressé vált, egykori Új Symposion szellemiségének folytatóiként.
A lap főszerkesztője 2004-ig Tolnai Ottó volt – azóta a szerkesztőség elnöke –, 2005-től pedig Bozsik Péter, aki korábban felelős szerkesztőként vett részt a folyóirat készítésében (ezt a posztot később évekig Pályi Márk töltötte be). A folyóiratot kiadó alapítványt Balázs Attila, Kalapáti Ferenc és Sebők Zoltán alapították, a laptervet Fenyvesi Ottó készítette el. A szerkesztőség tagjai közé tartozik továbbá Józsa Márta, Krusovszky Dénes, Ladányi István, Mesés Péter, Pató Attila, Radics Viktória, Rajsli Emese, Szerbhorváth György, Szilágyi Zsófia és Virág Gábor.

## Külső hivatkozások
- Az Ex Symposion honlapja
- Korábbi Ex Symposion-számok